# Martin Šetlík
Martin Šetlík (* 12. srpna 1969, Plzeň, Československo) je bývalý československý házenkář, pivot. Po skončení aktivní kariéry působí jako trenér.
S týmem Československa hrál na letních olympijských hrách v Barceloně v roce 1992, kde tým skončil na 9. místě. Nastoupil v 6 utkáních a dal 15 gólů. Na klubové hrál za Škodu Plzeň, Duklu Praha, v Německu za Pfullingen a ve Francii za Ivry.